# Грін-Кемп (Огайо)
Грін-Кемп (англ. Green Camp) — селище (англ. village) в США, в окрузі Меріон штату Огайо. Населення — 310 осіб (2020).

## Географія
Грін-Кемп розташований за координатами 40°31′55″ пн. ш. 83°12′27″ зх. д. / 40.53194° пн. ш. 83.20750° зх. д. (40.532016, -83.207613).  За даними Бюро перепису населення США в 2010 році селище мало площу 0,88 км², уся площа — суходіл.

## Демографія
Згідно з переписом 2010 року, у селищі мешкали 374 особи в 142 домогосподарствах у складі 110 родин. Густота населення становила 427 осіб/км².  Було 155 помешкань (177/км²).
Расовий склад населення:
| - 96,5 % — білих |

До двох чи більше рас належало 3,5 %. Частка іспаномовних становила 0,5 % від усіх жителів.
За віковим діапазоном населення розподілялося таким чином: 25,7 % — особи молодші 18 років, 60,4 % — особи у віці 18—64 років, 13,9 % — особи у віці 65 років та старші. Медіана віку мешканця становила 40,0 року. На 100 осіб жіночої статі у селищі припадало 118,7 чоловіків;  на 100 жінок у віці від 18 років та старших — 112,2 чоловіків також старших 18 років.
Середній дохід на одне домашнє господарство  становив 47 706 доларів США (медіана — 35 893), а середній дохід на одну сім'ю — 59 093 долари (медіана — 49 250). За межею бідності перебувало 11,4 % осіб, у тому числі 7,0 % дітей у віці до 18 років та 4,8 % осіб у віці 65 років та старших.
Цивільне працевлаштоване населення становило 163 особи. Основні галузі зайнятості: виробництво — 19,0 %, освіта, охорона здоров'я та соціальна допомога — 19,0 %, фінанси, страхування та нерухомість — 11,7 %, будівництво — 9,2 %.